# Jacques van Wyk
Jacques van Wyk, né le 31 juillet 1992, est un nageur sud-africain. 

## Carrière
Jacques van Wyk est médaillé d'or du 100 mètres dos et du 4 x 100 mètres quatre nages et médaillé d'argent du 50 mètres dos aux Championnats d'Afrique de natation 2016 à Bloemfontein.
Aux Championnats d'Afrique de natation 2018 à Alger, il remporte six médailles d'argent, sur 50, 100 et 200 mètres dos et sur les relais 4 x 100 mètres nage libre, 4 x 100 mètres quatre nages et 4 x 100 mètres nage libre mixte.